# فلاديمير إيفانوف (لاعب كرة قدم)
فلاديمير ايفانوف (بالبلغارية: Владимир Иванов)‏ (6 فبراير 1973 بصوفيا في بلغاريا - ) هو لاعب كرة قدم بلغاري في مركز الدفاع، شارك في بطولة أمم أوروبا 2004. وشارك مع منتخب بلغاريا لكرة القدم. أما مع النوادي، فقد لعب مع بوروسيا مونشنغلادباخ وسلافيا صوفيا وليفسكي صوفيا ونادي لوكوموتيف بلوفديف ونادي لوكوموتيف صوفيا.

## وصلات خارجية
- فلاديمير ايفانوف على موقع قاعدة بيانات كرة القدم.إي يو (الإنجليزية)
- فلاديمير ايفانوف على موقع ناشيونال فوتبول تيمز (الإنجليزية)